# Fondation Entreprendre
La Fondation Entreprendre est une fondation créée en 2008 par André Mulliez. Reconnue d’utilité publique en 2011, elle promeut l'entrepreneuriat. 

## Histoire
La Fondation Entreprendre a été créée en 2008 par André Mulliez (la famille Mulliez est au contrôle de grands noms de la grande distribution, notamment Auchan, Decathlon, Saint-Maclou, Leroy Merlin).
En 1986, André Mulliez, alors dirigeant de Phildar et confronté à une évolution de son marché, doit licencier 600 personnes. Il cherche alors comment créer de nouveaux emplois. Il se dit que pour créer de nouveaux emplois, il lui faut aider de nouveaux employeurs à se lancer,. Il est persuadé que des entrepreneurs expérimentés peuvent être une aide efficace pour accompagner ceux qui franchissent le pas de la création d'entreprise. Il crée à ce dessein un groupe d'entrepreneurs, d'abord dans le Nord en s'appuyant sur la famille Mulliez ;  puis d'autres associations se créent en région : c'est le Réseau Entreprendre, une association reconnue d'utilité publique en 2003.
André Mulliez souhaite ensuite aller au-delà de l'accompagnement des porteurs de projets par des chefs d'entreprise, pour développer l'intérêt pour l'entrepreneuriat. Pour diversifier ses actions, notamment convaincre les jeunes et les enseignants de l'intérêt d'entreprendre et rapprocher l'école de l'entreprise, il fonde la Fondation Entreprendre en 2008.
La Fondation Entreprendre est reconnue d'utilité publique en 2011. Depuis 2015, elle est fondation abritante, habilitée par ses statuts à accueillir d'autres fondations pour porter des projets en faveur de  de l’entrepreneuriat.

## Missions
La Fondation Entreprendre agit en France pour étendre et promouvoir l’entrepreneuriat.
Elle accompagne un ensemble d’acteurs d’intérêt général qui agissent sur le terrain pour développer les compétences entrepreneuriales, favoriser l’égalité des chances des entrepreneuriales et accompagner tous les projets entrepreneuriaux.